# August Eberhard Müller

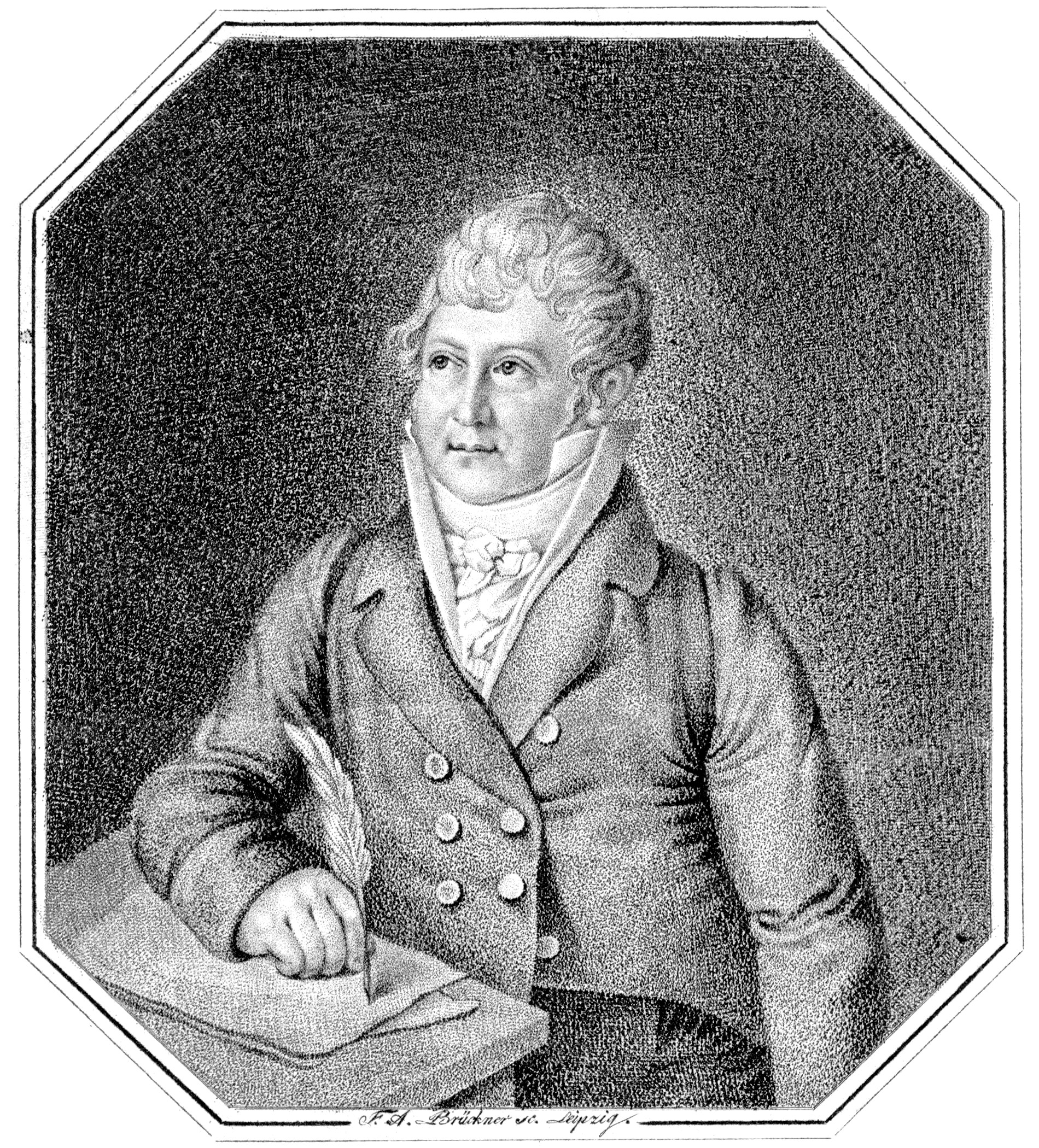
August Eberhard Müller

August Eberhard Müller (Northeim, 13 december 1767 – Weimar 3 december 1817) was een Duitse componist, organist en Thomascantor.
Müller kreeg zijn eerste muziekles van zijn vader die organist was en trad als achtjarige al dikwijls op. Daarna studeerde hij bij Johann Christoph Friedrich Bach te Bückeburg, waar hij tot 1788 organist was van de Ulrichskerk. Vanaf 1789 werkte hij als dirigent, leraar en organist in Maagdenburg.
Op aanbeveling van Johann Friedrich Reichardt, die hij in 1792 in Berlijn had leren kennen, werd hij in 1794 aangesteld als organist van de Nicolaikerk in (Leipzig) In 1800 werd hij Adjunct  van de Thomascantor, Johann Adam Hiller, die hij na diens dood in 1804 als cantor van de Thomaskirche (Leipzig) opvolgde. In 1810 werd hij dirigent van het groothertogelijk orkest in Weimar.

## Werk
Een grote verdienste van Müller was zijn zorg voor het werk van Johann Sebastian Bach en de verbreiding van de klassieke werken uit Wenen. In 1801 dirigeerde hij de eerste uitvoering van de Jaargetijden van Joseph Haydn buiten Wenen. Hij componeerde voor de piano twee concerten, veertien sonates, capricio's en andere stukken. Verder schreef hij zeven fluitconcerten andere werken voor fluit en orkest en etudes voor fluit en piano.
Zijn zoon Theodor Amadeus Müller (Leipzig, 20 mei 1798 – Weimar, 11 maart 1846) kreeg vioolles van Louis Spohr en was violist in het groothertogelijke orkest van Weimar. Hij componeerde behalve werken voor orkest, talrijke solo's en duetten voor de viool, die in zijn tijd van grote waarde werden geacht.

## Geschriften
- Anleitung zum genauen und richtigen Vortrage der Mozart´schen Clavierconcerte in Absicht richtiger Applicatur. Leipzig 1797
- La Clemenza di Tito / Opera seria composta da W. A. Mozart. Titus / ernsthafte Oper in zwei Akten von W. A. Mozart / aufs neue für das Klavier ausgezogen von A.[ugust] E.[berhard] Müller. Bei Breitkopf und Härtel in Leipzig. Pr. 2 Thlr. [1803; sein erster Klavierauszug der Festoper erschien 1795].